# Floresta Azul
Floresta Azul este un oraș în statul Bahia (BA) din Brazilia.